# Dodge Custom Royal
Dodge Custom Royal – samochód osobowy klasy luksusowej produkowany pod amerykańską marką Dodge w latach 1955–1959. 

## Pierwsza generacja

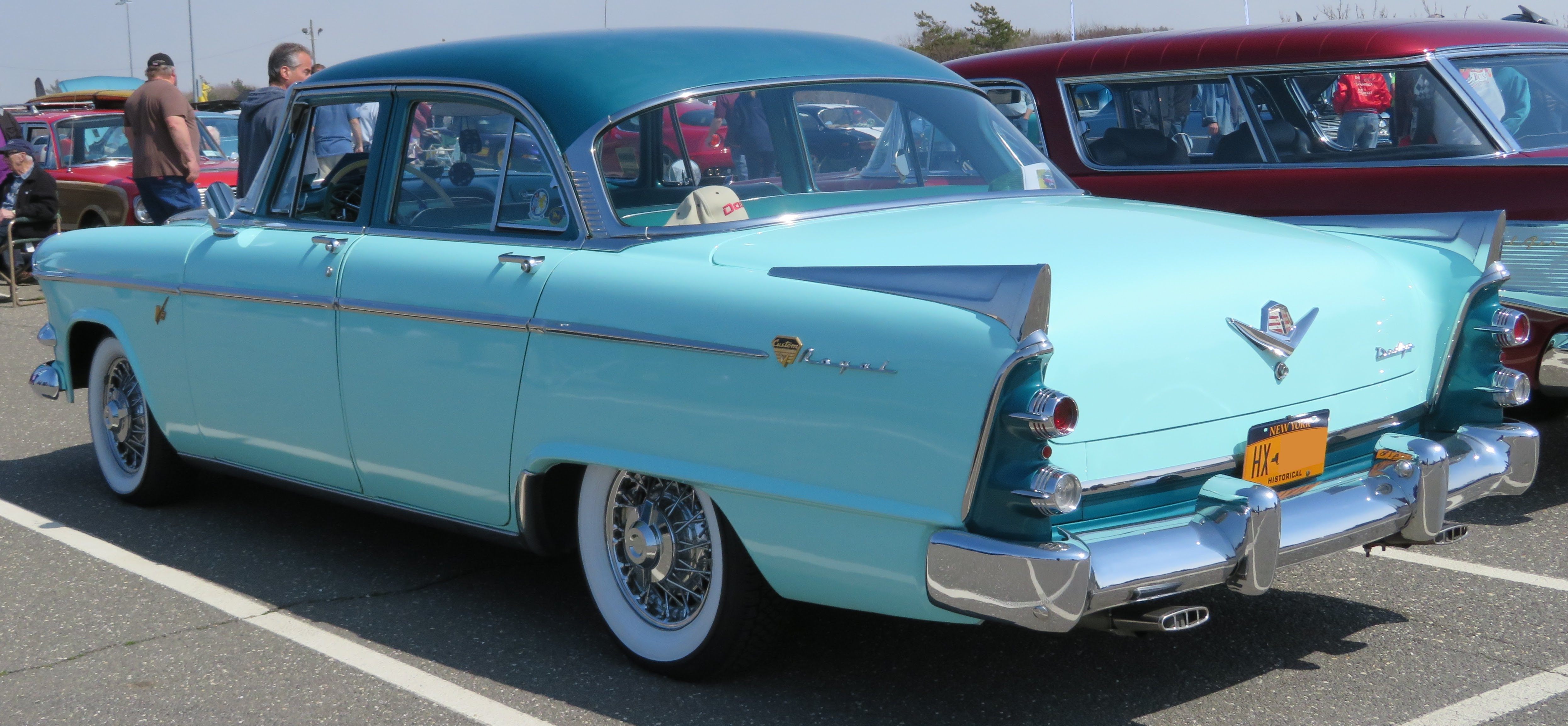
Dodge Custom Royal I - tył

Dodge Custom Royal I został zaprezentowany po raz pierwszy w 1955 roku.
Pierwsza generacja Dodge Custom Royal zadebiutowała w 1955 roku jako element linii modelowej opartej na modelu Royal. Od tej konstrukcji Custom Royal odróżniał się bogatszym wyposażeniem standardowym i innym malowaniem nadwozia, pełniąc funkcję bardziej luksusowego wariantu.

### Silnik
- L6 3.8l Getaway
- V8 4.4l Red Ram
- V8 5.3l
- V8 5.7l
- V8 5.9l

## Druga generacja

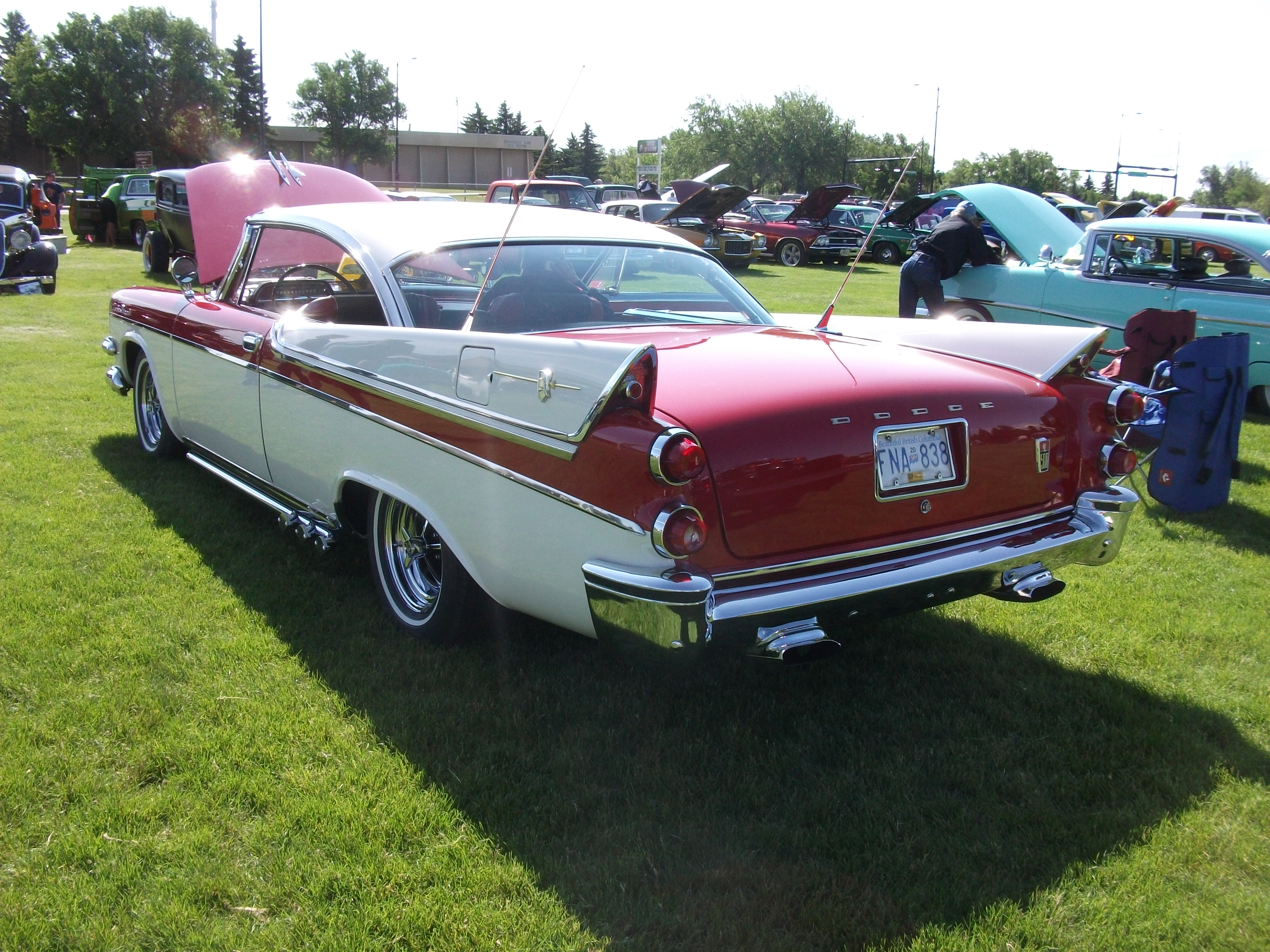
Dodge Kingsway III - tył

Dodge Custom Royal II został zaprezentowany po raz pierwszy w 1956 roku.
Druga generacja Custom Royal przeszła istotną metamorfozę w stosunku do poprzednika. Samochód stał się wyraźnie większy, zyskując bardziej awangardowy wygląd z licznymi chromowanymi ozdobnikami i strzelistymi formami. Charakterystycznym elementme były chromowana zabudowa reflektorów biegnąca od maski do błotników, a także dwie duże chromowane poprzeczki w pasie przednim.

### Silnik
- V6 4.4l
- V6 6.3l